# Sceiccato di Busi
Il Busi (in arabo: البعسي Bu`sī), ufficialmente Sceiccato di Busi (in arabo: مشيخة البعسي Mashyakhat al-Bu`sī), fu un piccolo stato nel Protettorato di Aden. Il suo ultimo sceicco venne deposto nel 1967 alla fondazione della Repubblica Democratica Popolare dello Yemen. La zona è ora parte dello Yemen.

## Storia
Il Busi è uno dei più oscuri dei cinque sceiccati del Sultanato di Yafa Superiore. Situato in una zona montagnosa, era nominalmente parte della parte occidentale del Protettorato. Non è noto alcun trattato siglato da questa entità politica. Lo sceiccato non aderì alla Federazione dell'Arabia Meridionale, ma di fatto era parte del Protettorato dell'Arabia Meridionale. Lo sceicco di Bu`si venne registrato come uno dei capi degli stati arabi del sud sotto la protezione britannica che parteciparono alla seconda conferenza di Lahej nel 1930.